# Yongdu (metropolitana di Seul)
Yongdu (용두역 - 龍頭驛, Yongdu-yeok ) è una stazione della metropolitana di Seul servita dalla diramazione Seongsu diretta a Sinseol-dong linea 2 della metropolitana di Seul, e dalla. La stazione si trova nel quartiere di Seongdong-gu, nel centro di Seul.

## Linee
Seoul Metro
● Diramazione Seongsu (Codice: 211-3)

## Struttura
La stazione è realizzata in sotterranea, e conta due marciapiedi laterali e due binari passanti. Nei pressi della stazione si trova il deposito di Gunja.
| Dir. Sinseol-dong | ● Linea 2 dir. Seongsu | per Yongdu e Sinseol-dong |
| Dir. Seongsu      | ● Linea 2 dir. Seongsu | per Yongdap e Seongsu     |

## Stazioni adiacenti
| «                           | Servizio                    | »                           |
| Linea 2 Diramazione Seongsu | Linea 2 Diramazione Seongsu | Linea 2 Diramazione Seongsu |
| --------------------------- | --------------------------- | --------------------------- |
| Sinseol-dong                | -                           | Sindap                      |